# Muhammad V. (Kelantan)

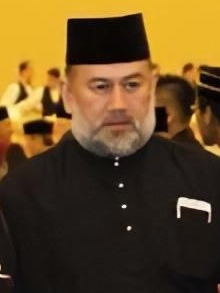
Sultan Muhammad V (2017)

Muhammad V. (Jawi سلطان محمد ٥; * 6. Oktober 1969 als Tengku Muhammad Faris Petra in Kota Bharu) ist der amtierende  Sultan von Kelantan. Er wurde am 13. September 2010 zum Sultan proklamiert und folgte dabei auf seinen Vater, Sultan Ismail Petra, der krankheitsbedingt für amtsunfähig erklärt wurde. Vom 13. Dezember 2016 bis zum 6. Januar 2019 war Muhammad zudem als 15. Yang di-Pertuan Agong König von Malaysia.

## Leben
Mit 16 Jahren wurde er im Oktober 1985 Kronprinz (Tengku Mahkota) von Kelantan. In Oxford studierte er Diplomatie am St Cross College und am Oxford Centre for Islamic Studies. Das Studium schloss er 1991 ab. Das St Cross College verlieh ihm am 28. Februar 2018 eine Honorary Fellowship.

### Thronfolgekrise
Im Mai 2009 erlitt sein Vater, Sultan Ismail Petra, einen schweren Schlaganfall. Er wurde im Mount Elizabeth Hospital in Singapur behandelt. In seiner Abwesenheit wurde Faris am 25. Mai zum Regenten ernannt. Am 16. September 2009 entließ Faris seinen jüngeren Bruder, Tengku Muhammad Fakhry Petra, aus dem Thronfolgerat, der die Nachfolge im Fall einer permanenten Regierungsunfähigkeit des Sultans regelt.
Fakhry klagte im Dezember gerichtlich gegen seine Entlassung und bat das Staatssekretariat in einem Brief, es möge alle Handlungen und Entscheidungen des Regenten seit der Erkrankung des Sultans rückgängig machen. Im Januar 2010 lehnte das Hohe Gericht Fakhrys Klage ab.
In einem anderen Streitfall „erklärte“ der Privatsekretär Sultan Ismail Petras den Vorsitzenden des Thronfolgerats, Tengku Abdul Aziz Tengku Mohd Hamzah, zum Regenten. Diese Ernennung wurde durch Faris vor Gericht angefochten.

### Sultan von Kelantan
Am 13. September 2010 wurde Muhammad Faris Petra gemäß der Staatsverfassung zum 29. Sultan von Kelantan proklamiert. Er nahm den Herrschernamen Muhammad V. an. Sein Vater und Vorgänger, Sultan Ismail Petra, wandte sich jedoch an das Bundesgericht, um seine Ernennung für verfassungswidrig erklären zu lassen.
Muhammad V. nahm im Oktober 2010 erstmals als vollberechtigtes Mitglied an der Konferenz der Bundesherrscher teil. Dabei wurde er von den Herrschern der anderen Teilstaaten als neuer Sultan von Kelantan anerkannt.
Im Oktober 2011 wählte die Konferenz der Bundesherrscher Sultan Muhammad V. zum stellvertretenden Yang Di-Pertuan Agong.

### Amtszeit als König von Malaysia
Fünf Jahre später, am 14. Oktober 2016, wählte ihn die Konferenz zum nächsten Yang di-Pertuan Agong, dem Staatsoberhaupt Malaysias. Seine für fünf Jahre vorgesehene Amtszeit begann am 13. Dezember 2016, als er auf Abdul Halim, den Sultan von Kedah, folgte. Am 6. Januar 2019 dankte Muhammad als König ab. Er hatte dieses Amt aufgrund einer medizinischen Behandlung bereits seit November 2018 ruhen lassen.

### Privates
Von seiner früheren Frau, Tengku Zubaidah Tengku Norudin, ist er geschieden. Ab dem 28. November 2018 war er in zweiter Ehe mit der Russin Oksana Voevodina verheiratet. Am 22. Juni 2019, einen Monat nach der Geburt ihres gemeinsamen Sohnes, ließ sich Muhammad V. von Oksana Voevodina scheiden.